# Liste des présidents du Népal
Cet article dresse la liste des présidents de la république démocratique fédérale du Népal, fondée le 28 mai 2008 en remplacement de la monarchie.

## Liste des titulaires

### Période de transition (2007-2008)
En vertu de la constitution intérimaire adoptée en janvier 2007, tous les pouvoirs accordés au roi du Népal lui sont retirés. L'Assemblée constituante élue lors des élections du 10 avril 2008 vote, lors de sa première réunion le 28 mai, l'abolition de la monarchie en place depuis 1768. Girija Prasad Koirala, alors Premier ministre du Népal, assure l'intérim en tant que chef d'État. Ram Baran Yadav est élu par l'Assemblée constituante et prête serment en tant que premier président du pays le 23 juillet.
| N° | Portrait              | Titulaire (Naissance-mort)        | Mandat      | Mandat          | Mandat            | Parti politique | Parti politique |
| N° | Portrait              | Titulaire (Naissance-mort)        | Début       | Fin             | Durée             | Parti politique | Parti politique |
| -- | --------------------- | --------------------------------- | ----------- | --------------- | ----------------- | --------------- | --------------- |
| —  | Girija Prasad Koirala | Girija Prasad Koirala (1925-2010) | 21 mai 2008 | 23 juillet 2008 | 2 mois et 2 jours |                 | NC              |

### République démocratique fédérale du Népal (depuis 2008)
| N° | Portrait           | Titulaire (Naissance-mort)        | Élection | Mandat          | Mandat          | Mandat                    | Parti politique | Parti politique | Vice-président   |
| N° | Portrait           | Titulaire (Naissance-mort)        | Élection | Début           | Fin             | Durée                     | Parti politique | Parti politique | Vice-président   |
| -- | ------------------ | --------------------------------- | -------- | --------------- | --------------- | ------------------------- | --------------- | --------------- | ---------------- |
| 1  | Ram Baran Yadav    | Ram Baran Yadav (né en 1948)      | 2008     | 23 juillet 2008 | 29 octobre 2015 | 7 ans, 3 mois et 6 jours  |                 | NC              | Paramanand Jha   |
| 2  | Ram Baran Yadav    | Bidya Devi Bhandari (née en 1961) | 2015     | 29 octobre 2015 | 14 mars 2018    | 7 ans, 4 mois et 12 jours |                 | CPN (UML)       | Nanda Kishor Pun |
| 2  | Ram Baran Yadav    | Bidya Devi Bhandari (née en 1961) | 2018     | 14 mars 2018    | 13 mars 2023    | 7 ans, 4 mois et 12 jours |                 | CPN (UML)       | Nanda Kishor Pun |
| 3  | Ram Chandra Poudel | Ram Chandra Poudel (née en 1944)  | 2023     | 13 mars 2023    | en cours        | 2 ans, 1 mois et 17 jours |                 | NC              | Ram Sahaya Yadav |